# George Heriot's School
George Heriot's School est une école primaire et secondaire indépendante située à Lauriston Place, dans le centre historique d'Édimbourg, en Écosse. Elle a été créée en 1628 sous le nom d'hôpital George Heriot, dû à l'orfèvre royal George Heriot, et ouvert en 1659. Elle compte environ 1 600 élèves, 155 enseignants et 80 personnels non enseignants. L'école compte quatre sites : Castle, Greyfriars, Lauriston et Raeburn.

## Architecture
L'institut est construit autour d'un grand quadrilatère, avec une construction en grès. Le bâtiment principal de l'école est de style Renaissance, œuvre de William Wallace, jusqu'à sa mort en 1631. Ses successeurs furent William Athun et John Mylne,. En 1676, Sir William Bruce conçut la tour centrale de la façade nord, qui fut finalement achevée en 1693. L'édifice principal est le premier bâtiment majeur construit hors des murs d'Édimbourg.

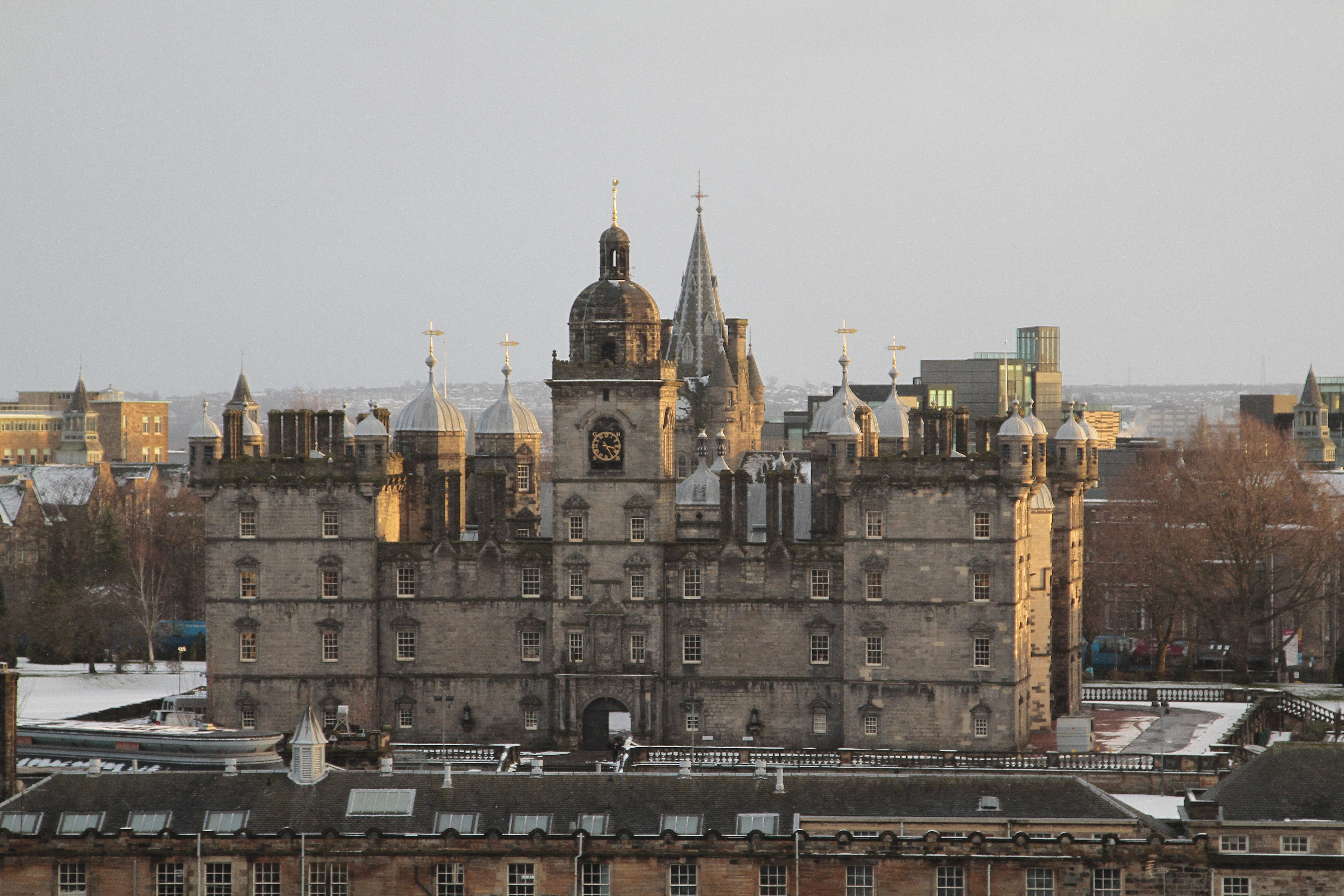
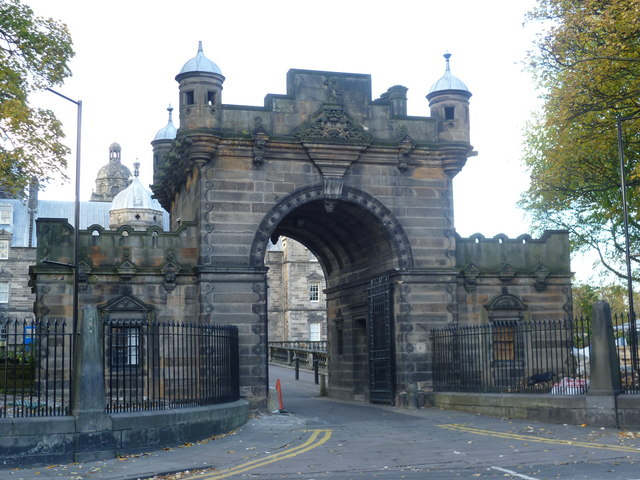
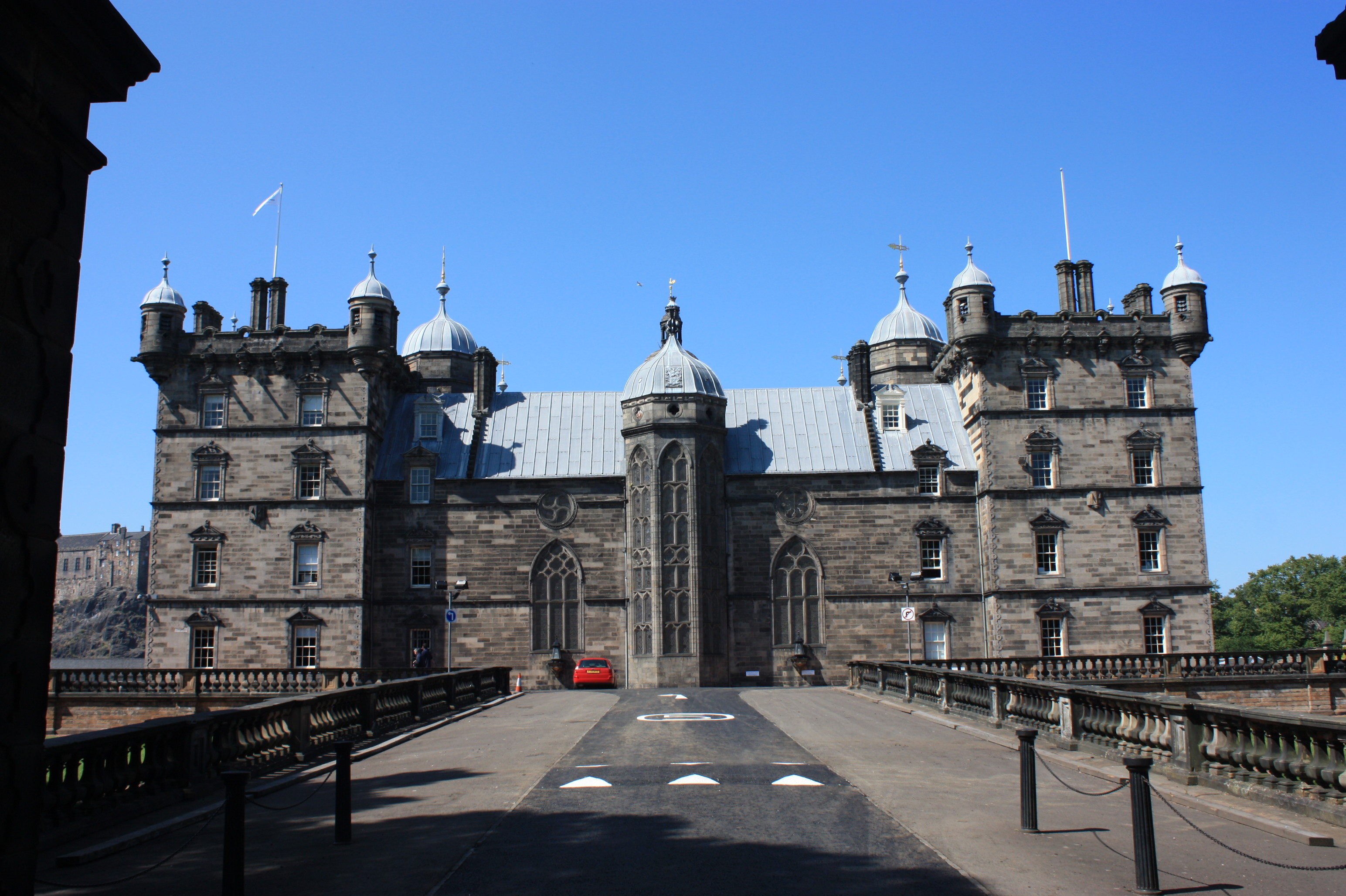
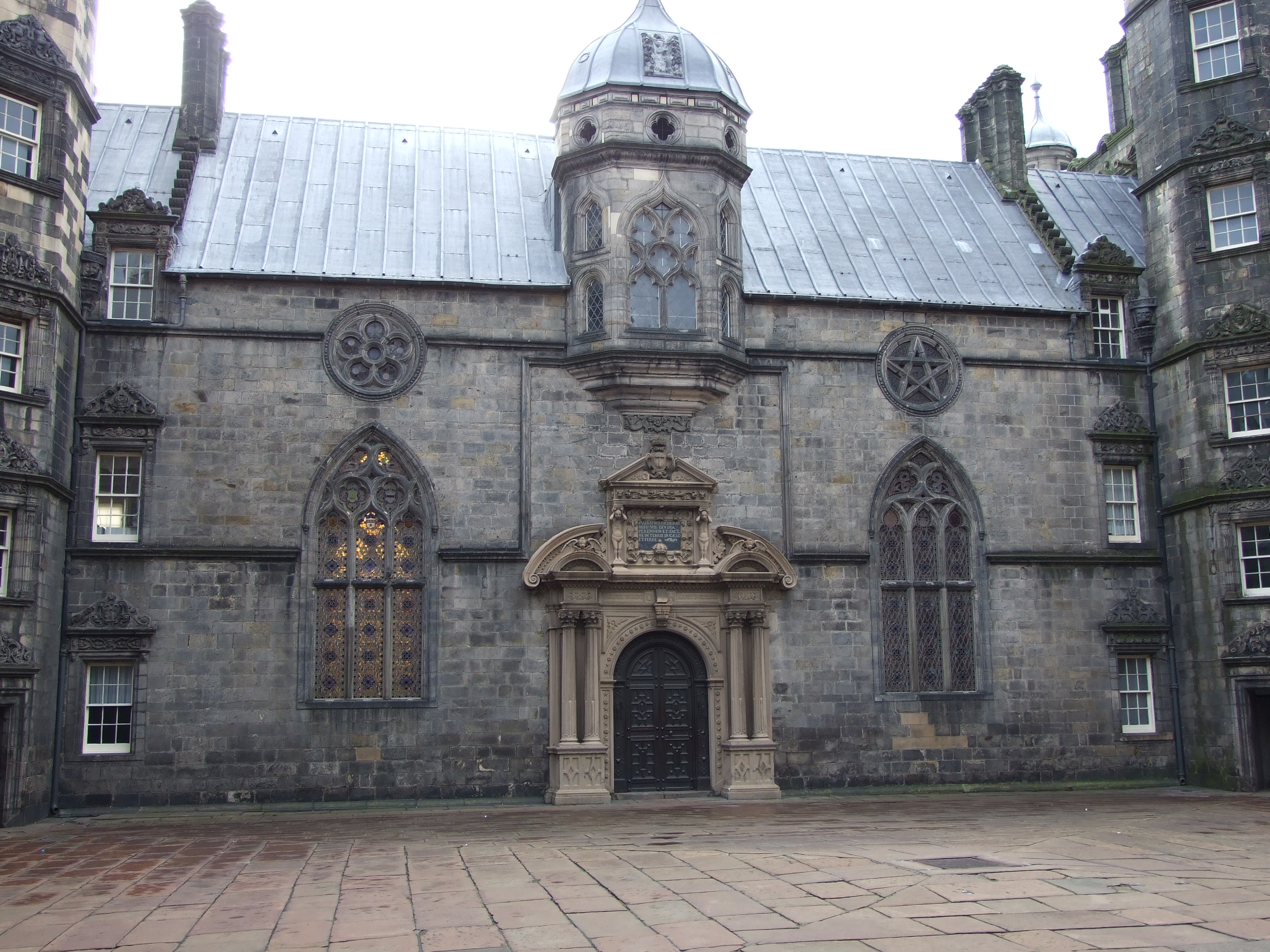

## Liens
- (en) « Site officiel »

- VIAF
- ISNI
- LCCN
- GND
- WorldCat